# مضحک (فیلم)
مضحک (انگلیسی: Foolish) فیلمی در ژانر کمدی به کارگردانی دیو میرز است که در سال ۱۹۹۹ منتشر شد. از بازیگران آن می‌توان به مستر پی و ادی گریفن اشاره کرد.